# Diacamma sericeiventre
Diacamma sericeiventre är en myrart som beskrevs av Hermann Stitz 1925. Diacamma sericeiventre ingår i släktet Diacamma och familjen myror. Inga underarter finns listade i Catalogue of Life.